# 埃里克·帕尔塔鲁

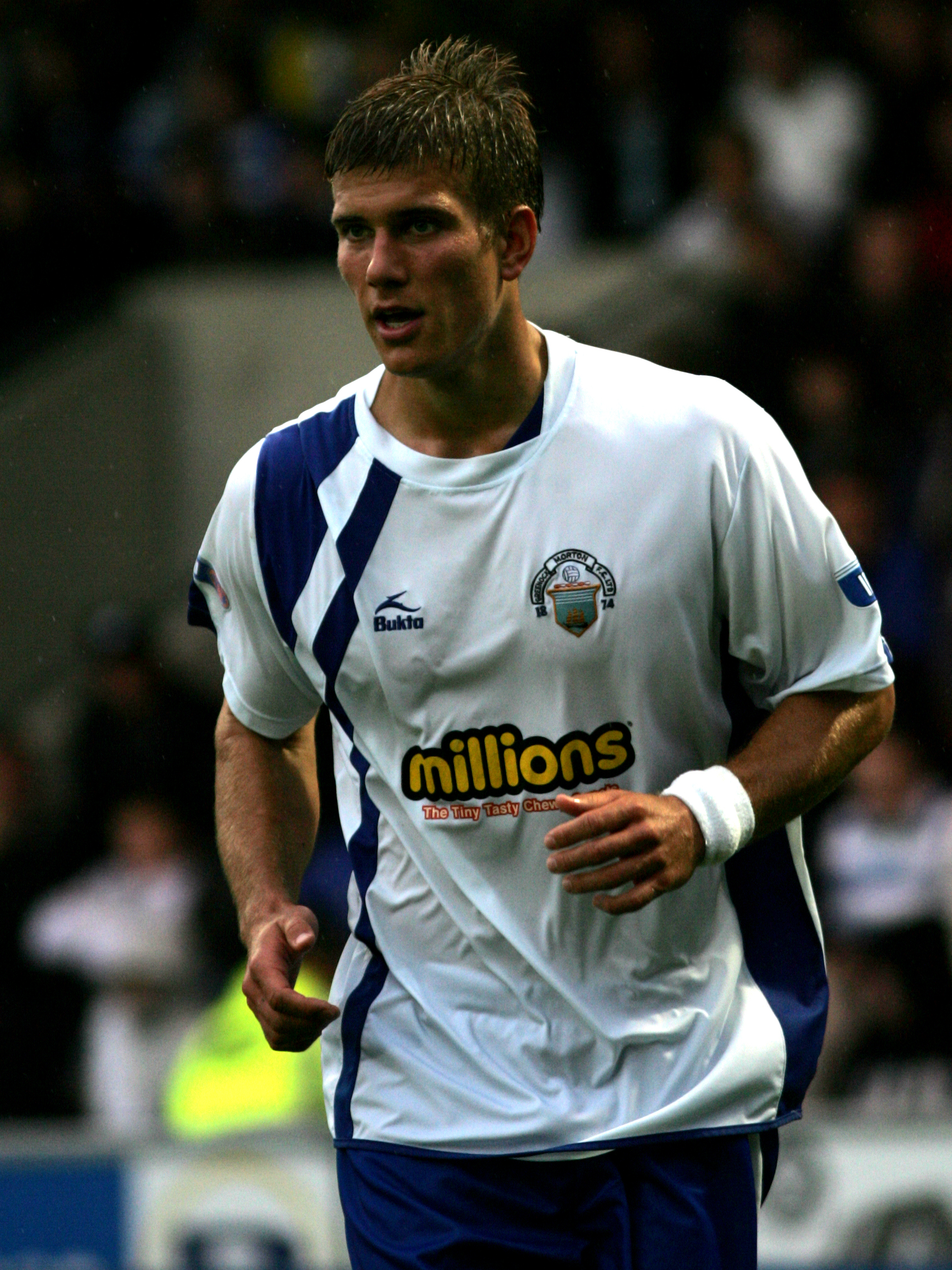
埃里克·帕尔塔鲁

埃里克·帕尔塔鲁（Erik Paartalu，1986年5月3日—）是一名爱沙尼亚裔澳大利亚足球运动员，现在效力于澳大利亚职业足球联赛球队墨尔本城，司职防守中场。

## 俱乐部生涯
帕尔塔鲁在北方精神青年队和新南威尔士州体育学院接受专业足球训练，2003年开始在国家足球联赛球队北方精神开始职业足球生涯。2004年1月11日，他首次在足球联赛亮相，对手是墨尔本骑士，这也是他代表北方精神队出场的唯一一场比赛。2004年夏季，帕尔塔鲁转投新南威尔斯州足球甲级联赛球队北方老虎，他为球队在2004赛季出场17次，射进4球。 在北方老虎的精彩表现使得他很快就转会加盟新南威尔斯州足球超级联赛球队帕拉马塔雄鹰，并在那里效力至2006年。
2006年，帕尔塔鲁前往英格兰足球甲级联赛球队唐卡斯特试训，并有望和球队签约，但球队主帅戴夫·佩尼的离队使这次转会流产。 9月，帕尔塔鲁在苏格兰足球甲级联赛升班马格雷纳试训后获得一份短期合同。帕尔塔鲁在合同期内表现出色，并在2007年1月和球队签订一份两年半的合同。他帮助格雷纳在2006/07赛季以苏甲联赛冠军成功升级到苏格兰足球超级联赛。但在2007/08赛季，格雷纳遭遇严重的债务危机，球队在冬季转会窗期间进行大清洗，帕尔塔鲁也在清洗行列。他在2008年1月1日被租借到苏甲球队斯特灵半年。 2008年3月，帕尔塔鲁等22名球员和被托管的格雷纳提前解约，他在斯特灵的租借合同也自动作废。  3月29日，帕尔塔鲁和另一支苏甲球队格里诺克慕顿签约一个月。 在帮助球队保级成功后，帕尔塔鲁在4月底获得一份为期2年的合同。
2010年2月24日，和格里诺克慕顿合同即将到期的帕尔塔鲁和澳大利亚职业足球联赛球队布里斯班狮吼签订一份预备合同， 并于夏季转会期正式加盟。帕尔塔鲁很快就成为球队的核心球员，他不但是中场攻防的枢纽，而且还经常射进关键进球。 在2011年澳职联赛季后赛总决赛中和中岸水手的比赛中，他在加时赛第120分钟射进一球，帮助布里斯班狮吼最后时刻2比2战平对手。之后他又在点球决胜的第二轮罚进点球，最终布里斯班狮吼点球击败对手，获得季后赛冠军。此外，帕尔塔鲁在2010/11赛季常规赛最后一轮和黄金海岸联队的凌空抽射进球被评选为该赛季联赛最佳进球。2010/11赛季和2011/12赛季，帕尔塔鲁在布里斯班狮吼所有的正式比赛（包括国内联赛常规赛、季后赛和亚足联冠军联赛）都全部首发出场。
2013年1月15日，布里斯班狮吼官方证实帕尔塔鲁和中国足球超级联赛球队天津泰达签订一份为期两年的合同。

## 国际比赛生涯
帕尔塔鲁曾经代表澳大利亚U17国家足球队参加2003年U17世界杯。 他为澳大利亚在小组赛中出场两次，球队分别以0比2不敌阿根廷和1比2输给尼日利亚，最终小组赛即被淘汰。2012年2月21日，帕尔塔鲁入选澳大利亚国家足球队的集训名单，以备战和沙特阿拉伯的世界杯预选赛比赛， 但他没未能在比赛中出场。

## 个人生活
帕尔塔鲁拥有爱沙尼亚和澳大利亚的双重国籍，因为他的祖父是出生于爱沙尼亚。帕尔塔鲁18岁时曾经收到爱沙尼亚国家足球队的邀请，但被他拒绝，因为他只对代表澳大利亚出场感兴趣。

## 荣誉
格雷纳
- 苏格兰足球甲级联赛冠军：2006/07

布里斯班狮吼:
- 澳大利亚职业足球联赛季后赛冠军: 2010/11，2011/12
- 澳大利亚职业足球联赛常规赛冠军: 2010/11

个人
- 澳大利亚职业足球联赛最佳进球: 2010/11